# Jose Zubiri III
Jose Maria F. Zubiri III (30 april 1963) is een Filipijns politicus. Hij werd bij de verkiezingen van 2007 gekozen als lid van het Huis van Afgevaardigden namens het derde kiesdistrict van Bukidnon. Hij volgde daarmee zijn broer, Juan Miguel Zubiri op die bij dezelfde verkiezingen werd gekozen in de Senaat. Hun vader Jose Zubiri jr. was in het verleden ook afgevaardigde namens hetzelfde kiesdistrict en werd in 2007 gekozen als gouverneur van de provincie Bukidnon.